# 398
398 (CCCXCVIII) fue un año común comenzado en viernes del calendario juliano, en vigor en aquella fecha.
En el Imperio romano, el año fue nombrado como el del consulado de Augusto y Euticiano, o menos comúnmente, como el 1151 Ab urbe condita, adquiriendo su denominación como 398 a principios de la Edad Media, al establecerse el anno Domini.

## Acontecimientos
- Juan Crisóstomo se convierte en arzobispo de Constantinopla.
- Alarico I es proclamado rey de los visigodos, después de un interregno.[1][2]